# Villar de Adralés
Villar de Adralés (en asturiano y oficialmente Viḷḷar d'Adralés) es un lugar de la parroquia de Adralés del concejo de Cangas del Narcea, en el Principado de Asturias, España. Su población es de unos 50 habitantes, repartidos en 18 viviendas.

## Geografía
Villar de Adralés está situado en el centro-norte del concejo de Cangas del Narcea, a 5 km (carretera CN-3) de la capital municipal y a unos 760 m de altitud.

## Economía
Tradicionalmente, la ganadería y la agricultura han sido los principales recursos económicos del lugar, actividades que aún mantienen algunas familias. No obstante, en la actualidad la población más joven desarrolla principalmente su vida laboral en la villa de Cangas del Narcea ligada a los sectores secundario y terciario.

## Religión
Villar de Adralés cuenta con una capilla advocada a San Miguel, cuya festividad se conmemora el 29 de septiembre, motivo por el cual el último fin de semana de dicho mes el lugar celebra sus fiestas patronales.
Aunque la población pertenece a la parroquia civil de Adralés, en el ámbito religioso está adscrita a la parroquia eclesiástica de Santa Marina.